# Calamagrostis diffusa
Calamagrostis diffusa är en gräsart som först beskrevs av Yi Li Keng, och fick sitt nu gällande namn av Keng f. Calamagrostis diffusa ingår i släktet rör, och familjen gräs. Inga underarter finns listade i Catalogue of Life.